# Adolph Traugott Eduard Starke
Adolph Traugott Eduard Starke (* 22. August 1793 in Bautzen; † 28. Oktober 1858 in Würzburg) war ein deutscher Jurist und Politiker.

## Leben
Seine Eltern waren Friedrich Traugott Starke und dessen Ehefrau Eleonora Christina Charlotte Starke geb. Lehmann.
Starke wurde 1816 Oberamtsadvokat, 1821 Stadtgerichtsaktuar, 1823 Senator und am 1. Mai 1832 Stadtrat seiner Heimatstadt Bautzen. Am 14. März 1838 wurde er zum Bürgermeister gewählt. Als solcher gehörte er ab 1839/40 der I. Kammer des Sächsischen Landtags in der Klasse der Magistratspersonen an. Starke wurde am 31. März 1858 pensioniert. Wenige Tage nachdem Conrad Eduard Löhr zum 30. September 1858 das Amt des Bürgermeisters übernommen hatte, starb Starke im Oktober 1858.
Am 12. Juni 1857 wurde er zum Ehrenbürger von Bautzen ernannt.

## Familie
Starke war in erster Ehe mit Marianna geb. Biebel verheiratet. Seine zweite Ehefrau war Anna geb. Müller, die nach seinem Tod in Würzburg die Starke'sche Annen- und Mariannen-Stiftung zur „Unterstützung armer und bedrängter Personen der Stadt Würzburg“ begründete.

## Schriften
- Geschichtliche Nachrichten über die Familie des Herrn Traugott Leberecht Starke, gewesenen Bürgers und Bierhofbesitzers, auch Aeltesten der Knopfmacher-Innung zu Budissin, Budissin: Monse 1853